# Ute (film)
Ute är en svensk film från 1970 i regi av Jan Halldoff. Den gjordes för Sveriges Television och har endast visats två gånger i TV, båda under 1970.

### Fotnoter
1. ↑  ”Ute”. Svensk Filmdatabas. http://www.sfi.se/sv/svensk-filmdatabas/Item/?itemid=36037&type=MOVIE&iv=Shows. Läst 1 juli 2012.